# Aker BP
Aker BP é uma empresa norueguesa de exploração e produção de petróleo e gás, ela foi criada em junho de 2016 por meio da fusão da Det Norske Oljeselskap e da divisão de petróleo e gás da BP na Noruega.A sede da empresa fica na localizada em Lysaker na Noruega.
A empresa opera em produção, desenvolvimento e exploração de petróleo e gás na Noruega.

## História
A Det Norske Oljeselskap foi fundada em 1971. A Pertra foi criada quando a divisão de exploração e produção de petróleo da Petroleum Geo-Services foi separada em 2001. Em 2007, a Det Norske Oljeselskap foi criada pela fusão da norueguesa Pertra e da também noruegueses da DNO, em 2009, a petrolífera norueguesa Aker Exploration fundiu-se com a Det Norske Oljeselskap. Em 21 de maio de 2013, a empresa apassou a ser operadora do campo de Jette, no setor norueguês do Mar do Norte.
Em junho de 2014, a Det norske oljeselskap adquiriu as operações na Noruega da empresa de energia estadunidense Marathon Oil por 2,7 bilhões de dólares, a venda incluiu o navio de produção flutuante Alvheim e 10 licenças ativas na plataforma continental norueguesa no Mar do Norte.
Em junho de 2016, a Det Norske Oljeselskap comprou a subsidiária da BP na Noruega, a BP Norge, por US$ 140 milhões em dinheiro e US$ 1.3 bilhão em ações. O acordo deixou a Aker ASA com 40%das ações da empresa resultante da fusão, a BP com 30% e as demais ações ficarão cotadas na Bolsa de Valores de Oslo. A fusão criou o maior produtor independente de petróleo da Noruega em volume total.
Em julho de 2022, a Aker BP adquiriu os ativos relacionados a petróleo e gás da sueca Lundin Energy por 14 bilhões de dólares, após a compra, os acionistas da Lundin passarão a deter 43% das ações da Aker BP e deverão ser investidos mais de 15 bilhões de dólares para desenvolver novos projetos até 2030.